# Solenocentrum
Solenocentrum là một chi thực vật có hoa trong họ, Orchidaceae.